# 걸스카우트 (영화)
"걸스카우트"는 2008년에 개봉한 대한민국의 영화이다.
한편, 개그우먼 이경실(오봉순 역)이 해당 영화로 스크린 데뷔를 했다.

## 캐스팅
- 김선아 : 최미경 역
- 나문희 : 이이만 역
- 이경실 : 오봉순 역
- 고준희 : 강은지 역
- 박원상 : 민홍기 역
- 임지은 : 성혜란 역
- 류태준 : 이종대 역
- 최정우 : 한 상무 역
- 박혁권 : 범석 역
- 김향기 : 윤이 역
- 소희 : 재규어 아줌마 역
- 전지애 : 웨이트리스 역
- 양기원 : 이만 아들 역
- 김기방 : 공익요원 역
- 정민성 : 마트 매니저 역
- 임영식 : 미용사 청년 역
- 여민구 : 한서캐피탈 직원 역
- 김민규 : 트럭 운전수 역
- 정세형 : 안전요원 역
- 이소영 : 아우디녀 역
- 이봉수 : 관람남 역
- 황덕호 : 인쇄소 박 사장 역

## 참고 사항
- 이경실(오봉순 역)은 나문희(이이만 역)이 나온 MBC 시트콤 거침없이 하이킥! 캐스팅 물망에 한때 거론됐다[2].